# Mezquita Tzistarakis
La Mezquita Tzistarakis (en griego: Τζαμί Τζισταράκη, en turco: Cizderiye Camii) es una mezquita otomana construida en 1759 en la plaza Monastiraki de Atenas, Grecia. Actualmente funciona como anexo del Museo de Arte Popular Griego.

## Historia
La mezquita fue construida en 1759 por el gobernador (vaivoda) otomano de Atenas, Mustapha Agha Tzistarakis. Según la tradición, Tzistarakis usó uno de los pilares del Templo de Zeus Olímpico para hacer cal para el edificio, aunque es más probable que usara una de las columnas de la cercana Biblioteca de Adriano. Este acto provocó su destitución debido a que los turcos lo consideraron un sacrilegio que causaría que los espíritus vengativos se desataran sobre la ciudad, una superstición confirmada cuando hubo un brote de la plaga posteriormente en el mismo año.
La mezquita también se llamaba "Mezquita de la Fuente Baja" (Τζαμί του Κάτω Σιντριβανιού) o "Mezquita del Mercado Bajo" (Τζαμί του Κάτω Παζαριού) debido a su proximidad al Ágora de Atenas. Durante la Guerra de independencia de Grecia, el edificio se usó como un salón de reuniones para los ancianos de la ciudad. Tras la independencia de Grecia, se usó de varias maneras: fue el lugar de un baile en honor al Rey Otón I en marzo de 1834, y también se usó como cuartel, cárcel y almacén.
En 1915 fue reconstruida parcialmente bajo la supervisión del arquitecto Anastasios Orlandos, y albergó el Museo de Manufactura Griego desde 1918 hasta 1973 (en 1923 se renombró Museo Nacional de Artes Decorativas). En 1966, fue remodelado provisionalmente para proporcionar un lugar de oración durante la estancia del depuesto rey de Arabia Saudí, Saud, en la ciudad.
En 1973 las funciones principales del Museo de Arte Popular Griego se trasladaron al 17 de Kydathinaion, y la mezquita pasó a ser un anexo suyo. La colección de cerámica V. Kyriazopoulos sigue en la mezquita. En 1981 el edificio fue dañado por un terremoto y reabrió al público en 1991.